# Derek Drouin

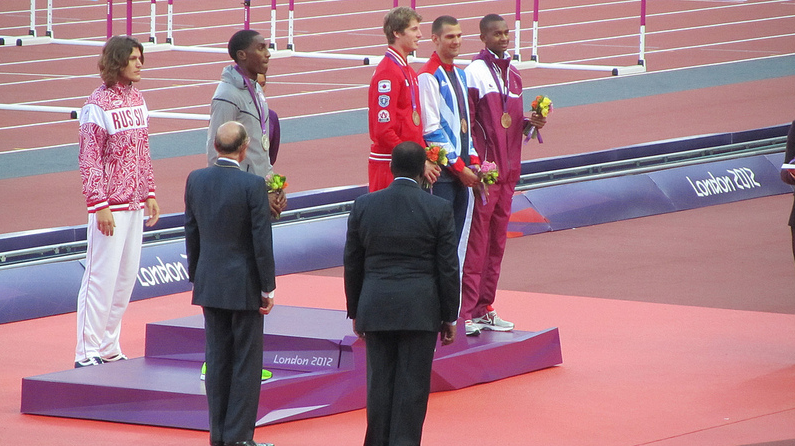
Drouin (centraal in het rood) tijdens de olympische prijsuitreiking in Londen, 2012.

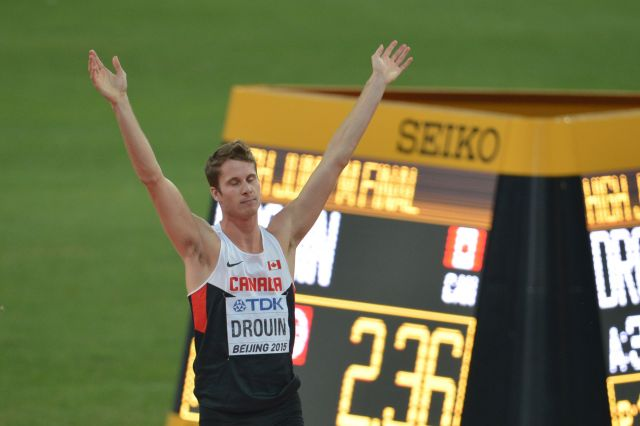
Derek Drouin juicht na het veroveren van de wereldtitel in Peking, 2015.

Derek Drouin (Sarnia, 6 maart 1990) is een Canadese atleet, die is gespecialiseerd in het hoogspringen. Hij werd olympisch kampioen (2016), wereldkampioen (2015), Pan-Amerikaans kampioen (2015) en Gemenebestkampioen (2014) in deze discipline. Bij een eerdere deelname aan de Olympische Spelen in 2012 had hij al een bronzen medaille veroverd.

## Carrière

### Kennismaking met atletiek
Drouin maakte als kind op de kleuterschool al kennis met het hoogspringen. Daar werden hem op zekere dag door zijn kleuterleidster de beginselen van het springen bijgebracht. Eenmaal thuis legde hij in de kelder een stok over twee grote bas-speakers en begon er overheen te springen, waarbij hij de stok steeds hoger legde door eronder boeken op elkaar te stapelen. Toch gaf hij vanaf zijn negende aanvankelijk de voorkeur aan hardlopen en vatte hij het hoogspringen pas rond zijn vijftiende serieus op, in navolging van zijn oudere zuster Jillian, die twee keer Canadees kampioene werd.

### Eerste successen
Zijn eerste internationale ervaring deed Derek Drouin op bij de wereldkampioenschappen voor B-junioren (U18) in 2007, waar hij met 2,04 m op een onopvallende tiende plaats eindigde. Een jaar later deed hij het op de Gemenebestspelen voor junioren al een stuk beter en veroverde hij met een sprong over 2,09 zijn eerste, bronzen, medaille. Deze wedstrijd werd met 2,11 gewonnen door de Zuid-Afrikaan Willem Voigt, van wie nadien nooit meer iets is vernomen.
In 2009 trok de Canadees deze opwaartse lijn door en boekte hij zijn eerste internationale succes door bij de Pan-Amerikaanse jeugdkampioenschappen het hoogspringen te winnen met een sprong over 2,27. In 2010 studeerde hij aan de Indiana University Bloomington en won namens deze universiteit het hoogspringen bij de NCAA-kampioenschappen. Het jaar erop veroverde hij op hetzelfde onderdeel goud bij de NCAA-indoorkampioenschappen.
Kort daarna ging het echter mis: bij een wedstrijd in Mississippi in maart 2011 scheurde hij drie gewrichtsbandjes in zijn voet. Het herstel kostte hem de rest van het jaar en het indoorseizoen van 2012. Pas in april 2012 keerde hij terug aan het wedstrijdfront. Tijdens de Diamond League-meetings in Londen en Monaco liet hij vervolgens zien, dat hij zijn oude vorm had hervonden met twee derde plaatsen en sprongen van respectievelijk 2,26 en 2,30. Hiermee stelde hij zijn deelname aan de Olympische Spelen veilig.

### Olympisch debuut
Vervolgens maakte Drouin in augustus zijn olympisch debuut in Londen. Ook hier veroverde hij het brons, al moest hij deze medaille delen met de Brit Robert Grabarz en de Qatarees Mutaz Essa Barshim. In 2013 werd hij eerste bij de Prefontaine Classic en verbeterde hierbij het nationale record. Op de wereldkampioenschappen in Moskou moest hij weer genoegen nemen met een bronzen medaille. Zijn 2,38 werd overtroffen door de Oekraïner Bohdan Bondarenko (goud; 2,41) en Mutaz Essa Barshim (zilver; 2,38).

### Wereld- en olympisch kampioen
Op de WK van 2015 in Peking won hij met een beste poging van 2,34 een gouden medaille, een jaar later gevolgd door eveneens goud op de Olympische Spelen van 2016 in Rio de Janeiro. In de Braziliaanse stad bleef hij met een beste poging van 2,38 de Qatarees Mutaz Essa Barshim (zilver; 2,36) en Oekraïner Bohdan Bondarenko (brons; 2,33) voor.

## Titels
- Olympisch kampioen hoogspringen - 2016
- Wereldkampioen hoogspringen - 2015
- Gemenebestkampioen hoogspringen - 2014
- Kampioen Jeux de la Francophonie hoogspringen - 2013
- NCAA-kampioen hoogspringen - 2010, 2013
- NCAA-indoorkampioen hoogspringen - 2010, 2011, 2013
- Canadees kampioen hoogspringen - 2010, 2012, 2013, 2014, 2015
- Pan-Amerikaans jeugdkampioen hoogspringen - 2009

## Persoonlijke records
Outdoor
| Onderdeel    | Hoogte | Datum         | Plaats     |
| ------------ | ------ | ------------- | ---------- |
| Hoogspringen | 2,40 m | 25 april 2014 | Des Moines |

Indoor
| Onderdeel    | Hoogte | Datum        | Plaats       |
| ------------ | ------ | ------------ | ------------ |
| Hoogspringen | 2,35 m | 9 maart 2013 | Fayetteville |

## Palmares

### Hoogspringen
Kampioenschappen
- 2007: 10e WK junioren U18 - 2,04 m
- 2008:  Gemenebestspelen voor junioren - 2,09 m
- 2009:  Pan-Amerikaanse jeugdkamp. - 2,27 m
- 2012:  OS - 2,29 m
- 2013:  WK - 2,38 m
- 2013:  Jeux de la Francophonie - 2,30 m
- 2014:  Gemenebestspelen - 2,31 m
- 2014: 4e IAAF Continental Cup - 2,31 m
- 2015:  Pan-Amerikaanse Spelen - 2,37 m
- 2015:  WK - 2,34 m
- 2016:  OS - 2,38 m

Diamond League-podiumplaatsen
- 2012:  London Grand Prix - 2,26 m
- 2012:  Herculis - 2,30 m
- 2013:  Prefontaine Classic – 2,36 m
- 2014:  Qatar Athletic Super Grand Prix - 2,37 m

1896: Ellery Clark ·
1900: Irving Baxter ·
1904: Samuel Jones ·
1908: Harry Porter ·
1912: Alma Richards ·
1920: Richmond Landon ·
1924: Harold Osborn ·
1928: Robert Wade King ·
1932: Duncan McNaughton ·
1936: Cornelius Johnson ·
1948: John Winter ·
1952: Walter Davis ·
1956: Charles Dumas ·
1960: Robert Sjavlakadze ·
1964: Valeri Broemel ·
1968: Dick Fosbury ·
1972: Jüri Tarmak ·
1976: Jacek Wszoła ·
1980: Gerd Wessig ·
1984: Dietmar Mögenburg ·
1988: Hennadi Avdjejenko ·
1992: Javier Sotomayor ·
1996: Charles Austin ·
2000: Sergej Kljoegin ·
2004: Stefan Holm ·
2008: Andrej Silnov ·
2012: Erik Kynard ·
2016: Derek Drouin ·
2020: Gianmarco Tamberi & Mutaz Essa Barshim ·
2024: Hamish Kerr
1983 Hennadi Avdjejenko ·
1987 Patrik Sjöberg ·
1991 Charles Austin ·
1993 Javier Sotomayor ·
1995 Troy Kemp ·
1997 Javier Sotomayor ·
1999 Vjatsjelav Voronin ·
2001 Martin Buß ·
2003 Jacques Freitag ·
2005 Joeri Krymarenko ·
2007 Donald Thomas ·
2009 Jaroslav Rybakov ·
2011 Jesse Williams ·
2013 Bohdan Bondarenko ·
2015 Derek Drouin ·
2017 Mutaz Essa Barshim ·
2019 Mutaz Essa Barshim ·
2022 Mutaz Essa Barshim ·
2023 Gianmarco Tamberi